# Don Herbert
Donald Jeffry Herbert (10 de julio de 1917 – 12 de junio de 2007), más conocido como Mr. Wizard, fue el creador y presentador de Watch Mr. Wizard (1951–65, 1971–72) y Mr. Wizard's World (1983–90), que eran programas de televisión educativos para niños dedicados a la ciencia y la tecnología. También produjo muchos programas cortos de vídeo sobre ciencia y fue autor de varios libros populares sobre ciencia para niños. Se decía que ningún héroe de ficción podía rivalizar con la popularidad y longevidad del "científico amigable y vecino". En el obituario de Herbert, Bill Nye escribió: "Las técnicas y actuaciones de Herbert ayudaron a crear la primera generación de científicos de cohetes locales de los Estados Unidos justo a tiempo para responder al Sputnik. Nos envió a la luna. Él cambió el mundo." A Herbert se le atribuye haber convertido a "una generación de jóvenes" en la década de 1950 y principios de la de 1960 en "la promesa y los peligros de la ciencia".

## Primeros años
Nacido como Donald Herbert Kemske en Waconia, Minnesota, Herbert se especializó en ciencias generales e inglés en la Universidad de Wisconsin-La Crosse (entonces llamada La Crosse State Teachers College) y estaba interesado en el teatro. Su carrera como actor se vio interrumpida por la Segunda Guerra Mundial cuando se alistó en el Ejército de los Estados Unidos como soldado raso. Más tarde, Herbert se unió a las Fuerzas Aéreas del Ejército de Estados Unidos, recibió entrenamiento de piloto y se convirtió en piloto de bombardero B-24 que voló 56 misiones de combate desde Italia con el 767.º Escuadrón de Bombardeo, 461.º Grupo de Bombardeo de la Decimoquinta Fuerza Aérea. Cuando Herbert fue dado de baja en 1945, era capitán y había obtenido la Cruz de Vuelo Distinguido y la Medalla del Aire con tres Hojas de roble.

## Watch Mr. Wizard

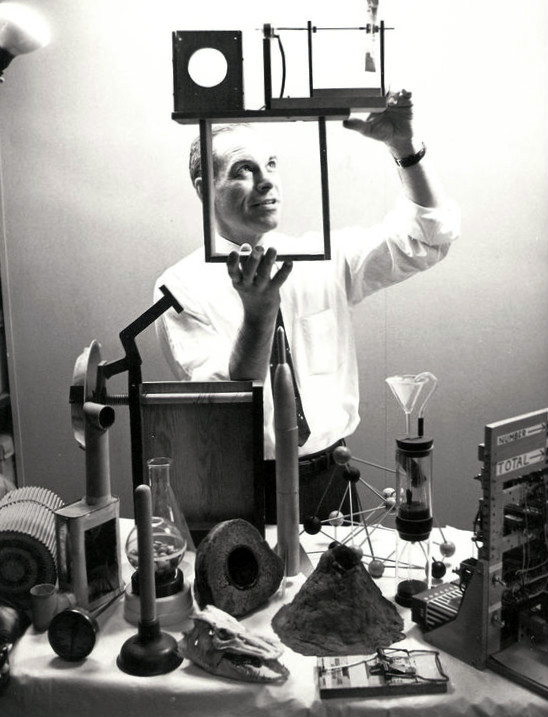
Como Mr. Wizard en 1961

Después de la guerra, Herbert trabajó en una estación de radio de Chicago donde actuó en programas infantiles como la serie documental sobre salud It's Your Life (1949). Fue durante este tiempo que Herbert formuló la idea de Mr. Wizard y un programa de experimentos científicos generales que utilizaba el nuevo medio de la televisión. La idea de Herbert fue aceptada por la estación WNBQ de la NBC de Chicago y la serie Watch Mr. Wizard se estrenó el 3 de marzo de 1951. El programa de televisión semanal en vivo de media hora, coproducido por Jules Power, presentaba a Herbert como Mr. Wizard y un niño o una niña con quien Herbert realizaba interesantes experimentos científicos. Los experimentos, muchos de los cuales parecían imposibles a primera vista, generalmente eran lo suficientemente simples como para que los espectadores los recrearan.
El programa tuvo mucho éxito con 547 episodios en vivo creados antes de ser cancelado en 1965. El programa ganó un premio Peabody en 1953. Marcel LaFollette señala que "en su apogeo, Watch Mr. Wizard atrajo a unos ochocientos mil espectadores por episodio, pero tuvo un impacto aún mayor. En 1956, se habían establecido más de cinco mil "Mr. Wizard Science Clubs", con un total de más de cien mil miembros. Los maestros incorporaron temas del programa en sus clases, y "kits de ciencia, libros y otros productos relacionados con "Mr. Wizard" llenaron las listas de regalos navideños de innumerables niños". El programa fue revivido brevemente durante una temporada en 1971-72 como Mr. Wizard, producido en Canadá por CJOH-TV en Ottawa; esta serie se vio en NBC y CBC Television en Canadá.
Cory Buxton y Eugene Provenzo ubican a Mr. Wizard en una tradición del siglo XIX de "ciencia práctica de la cocina" asociada con las conferencias de divulgación científica de Michael Faraday y la colección de experimentos para niños de Arthur Good, La Science Amusante (1893). A su vez, LaFollette ha escrito sobre el legado de Herbert y otros primeros innovadores de la televisión científica: "Los enfoques de producción que ahora son una práctica estándar en NOVA y Discovery Channel derivan, de hecho, de la experimentación de pioneros de la televisión como Lynn Poole y Don Herbert y programas como Adventure, Zoo Parade, Science in Action y los especiales científicos de Bell Telephone System. Estos primeros esfuerzos también estuvieron influenciados por el amor de la televisión por lo dramático, refinado durante su primera década y que continuó dando forma a la programación de noticias y asuntos públicos, así como como ficción y fantasía, hoy."

## Carrera posterior
A mediados de la década de 1950, Herbert también apareció en el Teatro General Electric como el "Reportero de progreso de General Electric" y presentaría al portavoz Ronald Reagan y su familia al público. En algunos episodios, aparecía junto a Reagan y demostraba a la audiencia cómo General Electric estaba ayudando a la gente a "vivir mejor eléctricamente".
Después de que Watch Mr. Wizard fuera cancelada en 1965, Herbert produjo ocho películas en una serie titulada Experiment: The Story of a Scientific Search; estos se transmitieron por la televisión pública en 1966. Ese mismo año, Herbert produjo la serie Science 20, que consistía en películas de experimentos de 20 minutos diseñadas para uso en el aula; un estudiante registraría y analizaría datos basados en la película. En 1977, comenzó a producir una serie de episodios de How About sobre temas científicos. Se trataba de películas de 90 segundos que podían utilizarse en programas de noticias; en 1986, produjo 536 películas.
En 1969, Herbert abrió un Centro de Ciencias Mr. Wizard en Wellesley, Massachusetts; el centro ya no existe.
En 1982, Herbert fue invitado al primer episodio de Late Night with David Letterman.

## Mr. Wizard's World
En 1983, Herbert desarrolló Mr. Wizard's World, una versión de ritmo más rápido de su programa que se transmitía tres veces por semana en el canal de cable Nickelodeon. El programa se emitió hasta 1990 y se mostraron reposiciones hasta el año 2000.
En 1993, el programa científico para niños El mundo de Beakman rindió homenaje a Herbert nombrando a sus dos personajes de títeres pingüinos "Don" y "Herb" en su honor.
En 1994, Herbert desarrolló otra nueva serie de anuncios de 15 minutos llamada Teacher to Teacher with Mr. Wizard. Los anuncios destacaron a profesores individuales de ciencias de primaria y sus proyectos. La serie fue patrocinada por la Fundación Nacional de Ciencias y fue producida en Nickelodeon Studios en Orlando, Florida, y mostrada en Nickelodeon.

## Muerte
Herbert murió el 12 de junio de 2007 de mieloma múltiple en su casa de Bell Canyon, California. En el obituario de Herbert, Bill Nye escribió: "Si alguno de los que leen ahora se ha sorprendido y feliz de aprender algunas cosas sobre la ciencia al ver Bill Nye the Science Guy, tenga en cuenta que todo comenzó con Don Herbert". Jamie Hyneman y Adam Savage, directores del programa de televisión MythBusters, han sido descritos como "reverentes" del trabajo de Herbert como Mr. Wizard. Cinco meses después de la muerte de Herbert, MythBusters emitió un episodio de dos horas titulado "Special Super-sized Myths" "Dedicated to Mr. Wizard".